# Партенитский поселковый совет
Партенитский поселковый совет — административно-территориальная единица в подчинении Алуштинского городского совета АР Крым Украины (фактически до 2014 года); ранее до 1991 года — в  составе Крымской области УССР в СССР, до 1954 года — в составе Крымской области РСФСР в СССР, до 1945 года — в составе Крымской АССР РСФСР в СССР.
В рамках российского административно-территориального деления Крыма, созданного в 2014 году, Партенитский поселковый совет был упразднён, а его территория входит в городской округ Алушта; в структуре администрации Алушты создан Партенитский территориальный орган.

## Депутатский состав поссовета
Совет состоял из 30 депутатов и главы.
- Председатель совета: Конев Николай Иванович
- Секретарь совета: Некрасов Евгений Иванович

### Руководящий состав предыдущих созывов
| Фамилия, имя, отчество | Основные сведения                                                               | Дата избрания | Дата увольнения |
| ---------------------- | ------------------------------------------------------------------------------- | ------------- | --------------- |
| Конев Николай Иванович | Поселковый голова, 1958 года рождения, образование высшее, беспартийный         | 26.03.2006    | 31.10.2010      |
| Конев Николай Иванович | Поселковый голова, 1958 года рождения, образование высшее, член Партии регионов | 31.10.2010    |                 |

"Примечание: таблица составлена по данным сайта Верховной Рады Украины"

### Депутаты
По результатам региональных выборов 2010 года депутатами рады стали:

#### По субъектам выдвижения
| Субъект выдвижения | Количество избранных депутатов | %  |
| ------------------ | ------------------------------ | -- |
| Партия регионов    | 18                             | 60 |
| Самовыдвижение     | 12                             | 40 |

#### По округам
| № округа           | Фамилия, имя, отчество          | Дата признания избранным | Образование         | Партийная принадлежность | Сведения о избранного депутата                                                                                             |
| ------------------ | ------------------------------- | ------------------------ | ------------------- | ------------------------ | --- |
| "'Партия регионов' |                                 |                          |                     |                          | |
| 1                  | Карасева Ирина Аркадьевна       | 31.10.2010               | высшее              | член Партии регионов     | частный предприниматель |
| 4                  | Миряйкін Михаил Прокопович      | 31.10.2010               | высшее              | член Партии регионов     | ЦМР и СЛ «Крым», начальник квартирно — эксплуатационной службы                                                             |
| 7                  | Бандура Сергей Владимирович     | 31.10.2010               | среднее специальное | член Партии регионов     | частный предприниматель |
| 8                  | Яковенко Оксана Иосифовна       | 31.10.2010               | среднее специальное | член Партии регионов     | частный предприниматель |
| 10                 | Куртев Виктор Валентинович      | 31.10.2010               | средняя             | член Партии регионов     | частный предприниматель |
| 11                 | Климова Светлана Николаевна     | 31.10.2010               | среднее специальное | член Партии регионов     | частный предприниматель |
| 12                 | Кашкин Александр Иванович       | 31.10.2010               | высшее              | член Партии регионов     | ГПУ МДЦ «Артек», главный инженер                                                                                           |
| 13                 | Лазарев Алексей Сергеевич       | 31.10.2010               | высшее              | член Партии регионов     | Партенитская амбулатория, главный врач                                                                                     |
| 14                 | Гончарова Екатерина Игоревна    | 31.10.2010               | высшее              | член Партии регионов     | Партенитский поселковый совет, юрисконсульт                                                                                |
| 17                 | Некрасов Евгений Иванович       | 31.10.2010               | высшее              | член Партии регионов     | Партенитский поселковый совет, секретарь                                                                                   |
| 20                 | Улитина Ирина Андреевна         | 31.10.2010               | среднее специальное | член Партии регионов     | Алуштинская железнодорожная касса, кассир                                                                                  |
| 23                 | Калихманов Виталий Владимирович | 31.10.2010               | средняя             | член Партии регионов     | частный предприниматель |
| 24                 | Семкин Владимир Васильевич      | 31.10.2010               | высшее              | член Партии регионов     | частный предприниматель |
| 25                 | Харитоненко Вера Николаевна     | 31.10.2010               | среднее специальное | член Партии регионов     | пенсионер |
| 26                 | Гогин Денис Вадимович           | 31.10.2010               | высшее              | член Партии регионов     | ЦМР и СЛ «Крым», главный инженер                                                                                           |
| 27                 | Гужов Владимир Васильевич       | 31.10.2010               | высшее              | член Партии регионов     | Алуштинсий ГО ГУ МЧС Украины в АР Крым, старший инспектор пожарного надзора                                                |
| 29                 | Фиданян Вардгес Оганесович      | 31.10.2010               | среднее специальное | член Партии регионов     | частный предприниматель |
| 30                 | Головин Анатолий Алексеевич     | 31.10.2010               | высшее              | член Партии регионов     | частный предприниматель |
| "'Самовыдвижение"' |                                 |                          |                     |                          | |
| 2                  | Макаровский Василий Иванович    | 31.10.2010               | среднее специальное | беспартийный             | временно не работает |
| 3                  | Змейчук Иван Иванович           | 31.10.2010               | высшее              | беспартийный             | частный предприниматель |
| 5                  | Остапишина Наталья Васильевна   | 31.10.2010               | высшее              | беспартийный             | временно не работает |
| 6                  | Власов Виталий Анатольевич      | 31.10.2010               | высшее              | беспартийный             | ЗАО ЛОК «Айвазовское», охранник                                                                                            |
| 9                  | Черепнин Павел Васильевич       | 31.10.2010               | высшее              | беспартийный             | частный предприниматель |
| 15                 | Кононюк Дмитрий Валентинович    | 31.10.2010               | высшее              | беспартийный             | ЗАО ЛОК «Айвазовское», старший смены охраны                                                                                |
| 16                 | Малашин Валерий Федорович       | 31.10.2010               | высшее              | беспартийный             | Алуштинский городской совет, директор департамента обеспечения деятельности городского совета и его исполнительных органов |
| 18                 | Пястолов Виктор Павлович        | 31.10.2010               | высшее              | беспартийный             | ГП «Айвазовское», директор                                                                                                 |
| 19                 | Клишов Николай Петрович         | 31.10.2010               | высшее              | беспартийный             | опытное хозяйство «Приморское» НБС, директор                                                                               |
| 21                 | Терновский Владимир Григорьевич | 31.10.2010               | средняя             | беспартийный             | частный предприниматель |
| 22                 | Филин Юрий Николаевич           | 31.10.2010               | высшее              | беспартийный             | пенсионер |
| 28                 | Бородай Олег Анатольевич        | 31.10.2010               | среднее             | беспартийный             | частный предприниматель |